# Stenus perexilis
Stenus perexilis är en skalbaggsart som beskrevs av Notman. Stenus perexilis ingår i släktet Stenus och familjen kortvingar. Inga underarter finns listade i Catalogue of Life.